# Myslivny (Mařenice)
Myslivny (německy Jägerdörfel) jsou základní sídelní jednotkou obce Mařenice v jejich severní části Horní Světlá pod horou Luž na Českolipsku v severovýchodní části Libereckého kraje.

## Popis a poloha

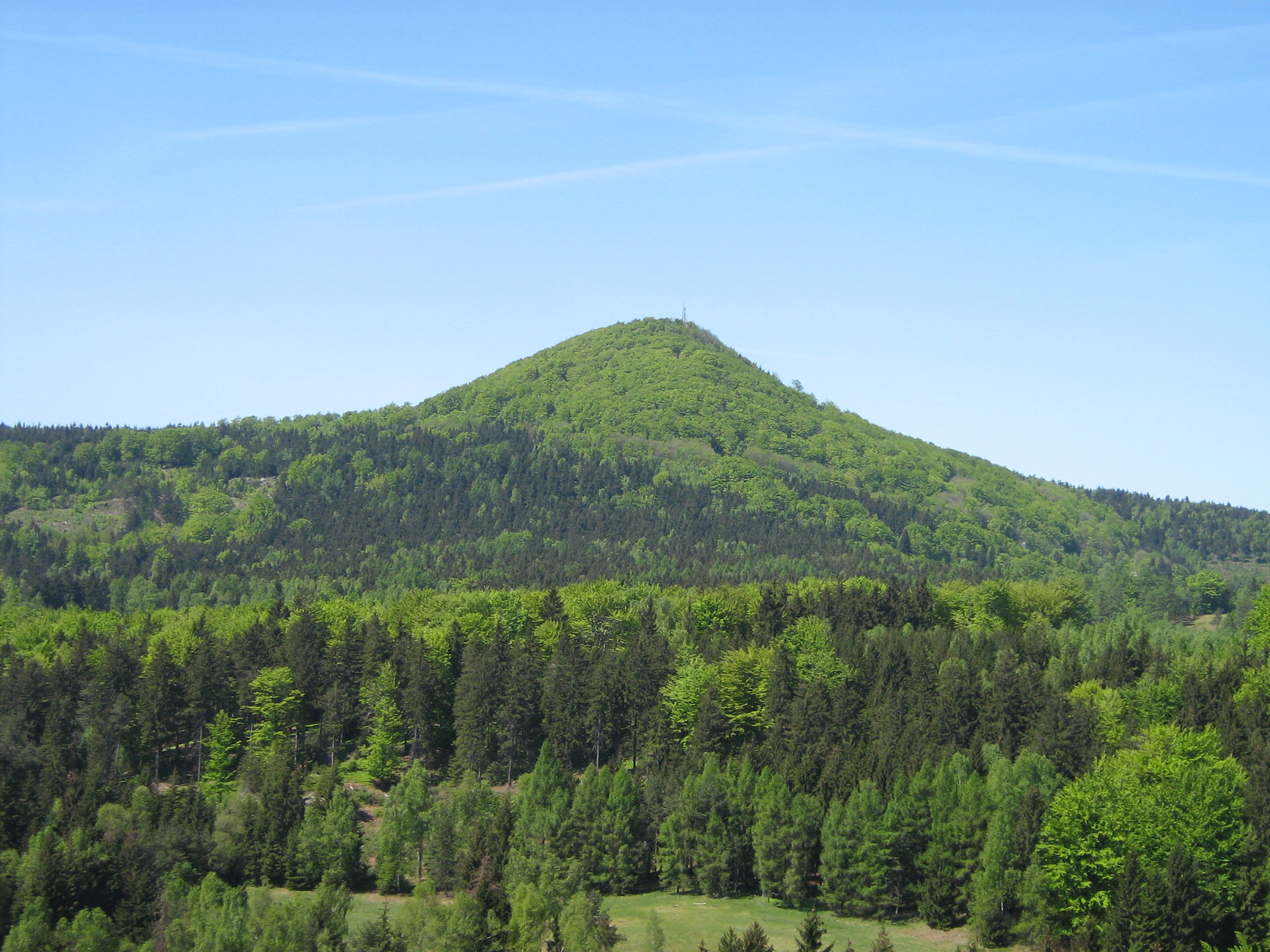
Luž nad Myslivnami

Ves se nachází v Lužických horách v nadmořské výšce 580–680 (653,3 m), necelý kilometr jižně od vrcholu Luže a hranic s Německem v průsmyku zaveném Wache/Stráž. Vede tudy turistická stezka pro pěší do 3 km severním směrem vzdáleného sousedního německého Waltersdorfu.
Díky své poloze Je východiskem upravovaných běžeckých tratí ve vrcholových partiích Lužických hor a současně zde nalezneme i lyžařské středisko sjezdového lyžování. Sjezdovky různé obtížnosti jsou v zimní sezóně v noci osvětlené. Místo je srážkově velmi bohaté a sněhová pokrývka zde dosahuje nadprůměrné výšky. Ze severní strany Luže je umístěno městečko a lyžařské středisko Waltersdorf ležící za hraniecmi území sousedního Saska. Existují plány na propojení obou lyžařských středisek.
Běžecké stopy na obě strany hranice již propojeny jsou a dosahují několika desítek kilometrů. O úpravu na území Německa i Čech se starají provozovatelé lyžařského střediska ve Waltersdorfu. Součástí osady jsou Chata Luž s restaurací i parkovištěm (silnice sem vede z jihu, z Horní Světlé) a sousední Lužická bouda s nabídkou ubytování. Kolem Chaty pod Luží je vedena červeně značená turistická trasa k vrcholu Luže a také cyklotrasa 3061.

## Historie

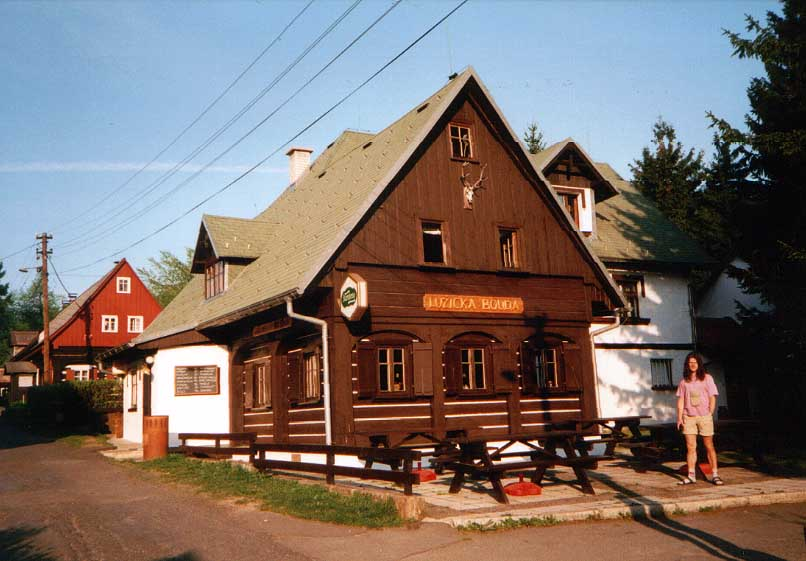
(nový) Lausitzer Baude

Myslivny vznikly jako malá osada sestávající z hrázděných domků lesních dělníků kolem hájovny, součást již dříve samostatné obce Horní Světlá (Oberlichtenwalde).
Na začátku 20. století se charakter změnil v oblíbené letovisko s několika hostinci. Místo mezi Luží a Čihadlem (664 m n. m.) bylo výchozím bodem i cílem pěších turistů na Luž a dalších částí hor. Na jihovýchodním svahu Luže také bývala sjezdová trať „Hang 13“.
V roce 1924 zde byla členy spolku milovníků přírody založena "Lausitzer Baude", která byla úředně uzavřena po rozpuštění spolku v roce 1938.
V září téhož roku došlo na státní hranici k ozbrojenému střetu mezi příslušníky československé pohraniční stráže a sudetoněmeckým Freikorpsem operujícím z Německa. V krvavém boji zahynulo několik pohraničníků. V říjnu 2003 byl na jejich paměť vztyčen kamenný pomník s pohraničním sloupem v českých národních barvách.

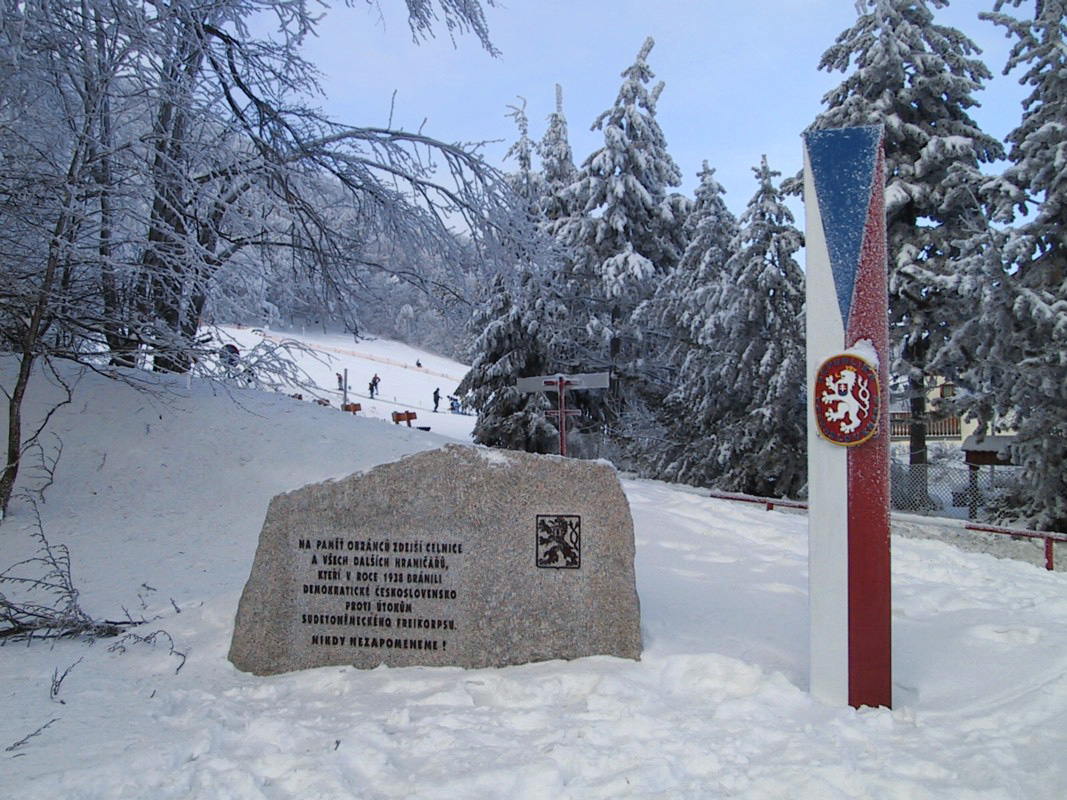
Pomník příslušníkům čs. SOS u Vachy, odhalený roku 2003 na státní hranici, připomíná události roku 1938.

Dne 10. února 1945 na úpatí Luže nad Myslivnami narazil německý letoun Heinkel He 111. Čtyřčlenná posádka na místě zahynula a byla pohřbena na hřbitově v Horní Světlé.
Po druhé světové válce byla z Československa mnoho německých obyvatel vysídleno přes „Wache / Stráž“ a hranice byla na desítky let uzavřena. Myslivny se staly zcela odlehlou příhraninčí osadou, již téměř neobydlenou. Původní sjezdovka zarostla křovím a stanice "Stodola" byla zbořena. Tento klid byl narušen v roce 1968, kdy do Československa vstoupily okupační tanky armád Varšavské smlouvy.
Po roce 1980 byla Lužická chata přeměněna na rekreační zařízení pro těžaře uranu v okolí Stráže pod Ralskem a dalších českých uranových oblastí.
Kolem roku 1992 byl hraniční přechod opět oficiálně otevřen poté, co minimálně od roku 1989 navštěvovalo Myslivny stále více německých jednodenních výletníků z Waltersdorfu. Po otevření hranic byl na německé straně krajanským spolkem odsunutých Němců z Českolipska vztyčen pamětní kámen.
Na české straně byl také v říjnu 2003 vztyčen pamětní kámen připomínající padlé příslušníky čs. pohraniční stráže v září 1938.
V současné době jsou v obci téměř výhradně pohostinská zařízení a pokoje pro hosty. Lužická bouda je opět veřejná bouda pod názvem Chata Luž. Dále je zde další Lužická chata a Penzion Lužická bouda. V zimních měsících jsou na Luž v provozu dva lyžařské vleky.